# Here If You Listen
Here If You Listen è il settimo album in studio del musicista statunitense David Crosby, pubblicato nel 2018. Il disco vede la partecipazione del musicista statunitense Michael League, della cantante e musicista statunitense Becca Stevens e della musicista britannico-canadese Michelle Willis.

## Tracce
1. Glory (testo: Willis, Crosby, Stevens, League – musica: David Crosby, Michelle Willis, Becca Stevens, Michael League)
2. Vagrants of Venice (testo: Stevens, Crosby, League, Willis – musica: Stevens)
3. 1974 (testo: Stevens, Crosby, Willis, League – musica: Crosby, Stevens)
4. Your Own Ride (testo: Crosby, League – musica: Bill Laurance, League, Willis, Stevens)
5. Buddha on a Hill (testo: League, Crosby, Stevens, Willis – musica: Crosby, League, Stevens, Willis)
6. I Am No Artist (testo: Jane Tyson Clement – musica: Stevens)
7. 1967 (testo: Willis, League, Stevens – musica: Crosby, Willis, League, Stevens)
8. Balanced on a Pin (testo: Crosby – musica: Crosby, Stevens, Willis, League)
9. Other Half Rule (testo: League, Stevens, Willis, Crosby – musica: League, Stevens, Willis)
10. Janet (testo: Willis – musica: Willis)
11. Woodstock (testo: Mitchell – musica: Joni Mitchell)

## Formazione
- David Crosby – voce, chitarra acustica (1, 3, 5, 7, 8, 11)
- Michael League – voce, chitarra acustica (1, 3, 4, 5, 9), Minimoog basso (1, 2, 5, 9), basso elettrico (1, 2, 3, 5, 7, 8, 10, 11), chitarra acustica a 12 corde (3, 7), ARP Omni (4, 6), chitarra elettrica (5), chitarra acustica baritono (11)
- Becca Stevens – voce, chitarra elettrica Hammertone (1, 5, 8, 9), chitarra elettrica a 7 corde (2), ukulele (4), chitarra acustica (6, 9, 11), chitarra elettrica (6), charango (10)
- Michelle Willis — voce, Fender Rhodes (1, 2, 3, 5, 6, 8, 9), ARP Omni (2, 6), organo (2, 4, 5, 9, 10), basso Rhodes (5, 9), piano elettrico Wurlitzer (10), piano acustico (11)
- Bill Laurance – piano acustico (4)